# Buried Stars
Buried Stars (укр. Поховані зорі) — це пригодницька гра, яка розгортається на місці розпаду живого прослуховування. Уціліли в пастці спілкуються один з одним і через соціальні мережі, очікуючи прибуття рятувальників.

## Про гру
Buried Stars — це нова таємнича пригодницька гра, представлена студією LARGO, розробниками шедеврів пригодницької серії Panic Room і City of Mist в Кореї, разом з LINE Games Corporation.
Вбивство всередині зруйнованого місця Будівля раптово обвалилася під час прямого показу звичайного шоу на виживання. І перебуваючи в пастці всередині, учасники та штаби стикаються зі смертельним інцидентом. Прекрасно гармонізована 3D-2D графіка та презентація Приголомшливі 2D-персонажі були додані в тривимірні згорнуті сайти для того, щоб представити більш драматичні та динамічні сцени. Різноманітність звукових ефектів і пристрасна гра досвідчених акторів озвучування.

## Сюжет та опис гри
У Buried Stars ви граєте за ікону музики До Юн Хана, яка опинилася в пастці всередині зруйнованої студії. На початку історії ви стаєте свідком того, як головна сцена руйнується, що є лише початком таємничої історії, повної страху та відчаю. У оточенні 4 інших учасників та одного співробітника вам кажуть підготуватися до довгої ночі, поки ви чекаєте, поки рятувальна команда ввійде. Тобто, якщо ви можете вижити з неушкодженими тілом і розумом.
Buried Stars — це частина візуальної новела і частково детективна гра. Ви витратите багато часу на читання, особливо враховуючи той факт, що англійської озвучки немає. У циклі гри ви розмовляєте з усіма людьми, які перебувають у цьому районі, надають підказки, іноді вирішуєте, як реагувати на те, що вони говорять, збираєте підказки, щоб відповісти на запитання, і досліджуєте дивне місце злочину.
Якщо хочете, є маса діалогів і передісторій, але це до певної міри необов'язкове. Кожного разу, коли ви порушуєте тему, є ймовірність, що ви підвищите або знизите свої стосунки з кимось, і іноді відповідь може також вплинути на ваш рівень розсудливості. Мені дуже сподобалася ця механіка, оскільки вона змушувала мене думати про те, що я запитую когось, і відповідати на їхні запитання таким чином, щоб налагодити з ними взаєморозуміння. Проте було багато випадків, коли було важко вгадати, яка найкраща відповідь, і той факт, що ви повинні вибрати питання, які, як ви знаєте, знизять їх взаєморозуміння, щоб виявити деякі підказки, означає, що ви маєте лише стільки контролю.
Зберігати розсудливість важко, особливо тому, що ви станете свідком багатьох злочинів і розкриєте жахливу поведінку, яка спробує будь-чий розсудливість у такій складній ситуації. Найкращий спосіб підняти розсудливість — налагодити стосунки з іншими вижилими. Якщо вам вдасться побудувати його достатньо, ви спровокуєте спеціальні події, де ви дізнаєтеся більше про їхнє минуле, а також отримаєте приємний заряд розсудливості. Якщо вам не вдасться зберегти розсудливість, гра може закінчитися достроково. Існує кілька кінцівок, але, загалом, чим більше ви можете зберігати розсудливість, тим більше у вас шансів розкрити злочини до прибуття рятувальників.

## Атмосфера гри
Атмосфера в Buried Stars похмура і страшна, тому ніби лише один крок у студії, що несправний зруйнується, може спричинити серйозну шкоду або навіть. Однак різноманітності немає, і майже кожна сцена дуже темна із сильним акцентом на персонажів, а не на декорації. Акторський склад — цікава група, лише у 1 або 2 особи, які змушують вас не хвилюватися про вас, що з ними станеться. Саме тоді, вникаючи в їхнє походження, ви дізнаєтеся більше про те, чому вони такі, якими вони є. Навколо кожної людини панує атмосфера обману, особливо якщо врахувати, що деякі персонажі найчастіше здаються абсолютно невинними.

## Актори
- корейська: Пак Сонте, Рю Сингон, Нам Дохен, Кім Йонву, Кім Хару, Лі Кёнте, Лім Юнсон тощо.
- японська: Какихара Тецуя, Егучі Такуя, Шимоно Хіро, Хікаса Йоко, Сато Ріна, Хоші Соічіро, Кітамура Ері та ін.

## Розгалуження шляхів сценарію
Різноманітні варіанти під час розмов з іншими вцілілими, а також численні проходження, сценарій постійно розгалужується, щоб надати безліч історій для вивчення.

## Ціль гри
Основна ціль гри є знаходження усіх можливі кінцівок та історій кожного з тих, хто вижив.

## Мови гри
| Мова                 | Інтерфейс | Озвучування | Субтитри |
| -------------------- | --------- | ----------- | -------- |
| англійська           | Так       | Ні          | Так      |
| японська             | Так       | Так         | Так      |
| спрощена китайська   | Так       | Ні          | Так      |
| традиційна китайська | Так       | Ні          | Так      |
| корейська            | Так       | Так         | Так      |